# Pierluigi Castellano
Pierluigi Castellano (Roma, 1958) è un musicista, compositore e giornalista italiano.

## Biografia
Pierluigi Castellano, ritenuto punta di diamante della scena «ambient» italiana, ha compiuto studi di pianoforte, di clarinetto, di composizione e di musica elettronica, frequentando seminari di composizione tenuti da Karlheinz Stockhausen e Aldo Clementi.
Con Alvin Curran ha partecipato ai festival Nuova Consonanza di Roma, OGGImusica di Lugano (1982) e Time Zones di Bari (1987). Nel 1982 ha registrato sei puntate del programma Un certo discorso per Radio Tre con la Testaccio Orchestra Creativa. Nel 1983 e 1984 ha preso parte all'opera di Giovanna Marini Le Cadeau de l'Empereur rappresentazione tenuta tra gli altri al Festival di Avignone, al teatro Bouffes du Nord di Parigi e al Teatre Grec di Barcellona.
Tra il 1985 e il 1990 ha composto varie colonne sonore per spettacoli teatrali (Il Caso Papaleo di Maria Paola Sutto, con Massimo Wertmüller, Maria Paiato e Barbara Scoppa), cinema (A futura memoria: Pier Paolo Pasolini, di Ivo Barnabò Micheli), ma soprattutto per spettacoli di danza (coreografie di Enzo Cosimi, Fabrizio Monteverde ed altri), con buon esito di critica e pubblico anche in Francia, Inghilterra e Stati Uniti. Nella stagione 2012-13, la pièce La Boule de neige di Fabrizio Monteverde è stata nuovamente portata in scena all'interno del progetto “RIC.CI” (ideato dal critico Marinella Guatterini) che punta a dare risalto e dunque a (ri) mettere in moto la memoria della danza contemporanea italiana dall'inizio degli anni Ottanta sino agli inizi dei Novanta.
Il suo terzo album Noi, My, Us (1990) viene ben recensito da molte riviste specializzate italiane ed è votato dalla redazione del mensile Rockerilla come miglior album italiano dell'anno.

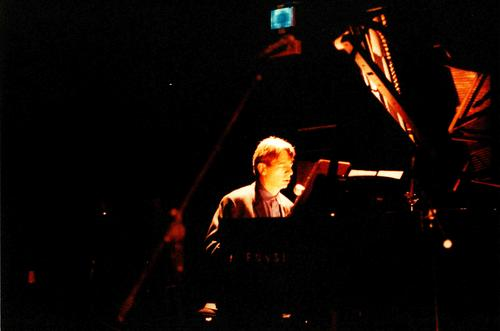
Pierluigi Castellano in Concerto a Carpi (MO) nel 1991.

Nel 1991 realizza e conduce Alfabeti Sonori un programma di Rai Radio Tre sulle nuove musiche.
Ha scritto su varie riviste musicali come da World Music, Jazz Magazine, AudioReview, Il Giornale della Musica e Alias, settimanale de il manifesto.
Nel 1992 ha composto musica elettronica per un progetto di Enel e Infobyte per l'Esposizione Universale di Siviglia. Compone due opere per Rai Radio Tre: Viaggio nel Cyberspazio (su testi del linguista Francesco Antinucci, 1993) e Zonacalda (testi a cura di Francesco Antinucci e Federica Santoro, 1995). Nel 1997 compone musica per quartetto d'archi Chatwin per il Quartetto Borciani. Ha partecipato al progetto di ricerca europeo HELP occupandosi della traduzione musicale dei colori di un software che ha reso possibile il primo servizio della Soprintendenza archeologica di Pompei rivolto alle persone non vedenti.
Nel 2004 per DeriveApprodi ha pubblicato il libro Le sorgenti del suono, che raccoglie trenta interviste con alcuni tra i musicisti e compositori più interessanti del panorama musicale internazionale.
Nel 2005 ha realizzato le musiche per un'audio-operina per bambini, Pinocchio di Laura De Luca, attualmente in via di pubblicazione.
Nel 2005-06 realizza per il canale televisivo Rai International vari servizi dedicati ai più noti e importanti compositori italiani della storia (Verdi, Puccini, Rossini, Bellini, Vivaldi, Monteverdi ecc.) e alle più importanti istituzioni musicali e teatri dell'opera presenti in Italia.
Da ottobre 2007 comincia a realizzare per Radio Rai International una serie di puntate e interviste dedicate ai compositori di musica da film presenti in Italia e un'altra serie sul jazz italiano contemporaneo.

## Discografia
- 1985 - La Boule de neige (General Music, GM 30719)
- 1987 - Danze (Mantra Records, DM 86002)
- 1990 - Noi, My, Us (Mantra Records, DMCD90017)
- 1992 - Sevilla X (As, AS 001)
- 1999 - Computer Dreams (Orlando Record)
- 2000 - Danze (remastered più inediti, Orlando Records)
- 2000 - La Boule De Neige (remastered più inediti, Orlando Records)
- 2002 - Zonacalda (Ants, ant06cdr)
- 2002 - 2002 (Orlando Records)
- 2008 - Open Space (Rai Trade, RTCD 292)
- 2017 - Paradise Lost Vol.1 (Digitale)
- 2017 - Paradise Lost Vol.2 (Digitale)
- 2017 - Paradise Lost Vol.3 (Digitale)

### Partecipazioni e collaborazioni
- Alvin Curran: Canti Illuminati - Fore  (1982)
- Giovanna Marini: Le cadeau de l'empereur – Le Chant Du Monde (1984)
- O.A.S.I.: Il Cavaliere Azzurro - Ira (1986)
- Aut. Vari: (Harold Budd, Roedelius ecc.): The Greetings Piano (Live) - Materiali Sonori (1993)
- Aut. Vari:  Desert Rain – Desert Rain (1994)
- Quartetto Borciani: Razmatazz  - Felmay fy 7003(1997)
- Piero Milesi: Within Himself – Cuneiform Records (2000)
- Aut. Vari:  Frank You Thank Vol.2 (Tributo A Frank Zappa) – il manifesto (2003)
- Aut. Vari: Tribù italiche: Lazio EDT WM049 (2007)
- Aut. Vari: Il cielo Diapason DRCD-82 (2011)